# Jordi Núñez
Jordi Núñez Carretero, född 19 september 1968 i Granollers, är en spansk före detta handbollsmålvakt. Han var med och tog OS-brons 1996 i Atlanta och upprepade bedriften vid OS 2000 i Sydney.

## Klubbar
- BM Granollers (1986–1995)
- Elgorriaga Bidasoa (1995–1997)
- BM Ciudad Real (1997–2003)
- CB Cantabria (2003–2005)
- BM Antequera (2005–2006)

## Meriter i urval
- EHF-cupmästare 1995 med BM Granollers
- Cupvinnarcupmästare tre gånger: 1997 (med Elgorriaga Bidasoa), 2002 och 2003 (med BM Ciudad Real)